# Юдинский сельский округ (Талдомский район)
Юдинский сельский округ — упразднённая административно-территориальная единица, существовавшая на территории Талдомского района Московской области в 1994—2006 годах.
Юдинский сельсовет был образован в первые годы советской власти. По данным 1923 года он входил в состав Гражданской волости Ленинского уезда Московской губернии.
В 1924 году Юдинский с/с был упразднён, а его территория включена в Бреховский с/с.
В 1929 году Юдинский с/с был восстановлен в составе Ленинского района Кимрского округа Московской области путём объединения Бреховского и Жуковского с/с.
27 декабря 1930 года Ленинский район был переименован в Талдомский район.
14 июня 1954 года к Юдинскому с/с был присоединён Утенинский сельсовет.
22 июня 1954 года из Павловического с/с в Гуслевский были переданы селения Акишево, Стариково и посёлок отделения совхоза «Вербилки».
21 мая 1959 года из упразднённого Стариковского с/с в Юдинский были переданы селения Веретьево, Иванцево, Кутачи, Ольховик, Стариково, Устье-Стрелка и Филиппово.
8 августа 1959 года Юдинский с/с был упразднён, а его территория передана в Великодворский с/с.
20 августа 1960 года Юдинский с/с был восстановлен путём выделения из Великодворского с/с. В его состав вошли селения Большое Страшево, Веретьево, Высочки, Гусёнки, Жуково, Иванцево, Кривец, Куймино, Кутачи, Малое Страшево, Наговицыно, Ольховик, Пановка, Стариково, Устье-Стрелка, Утенино, Филиппово и Юдино.
1 февраля 1963 года Талдомский район был упразднён и Юдинский с/с вошёл в Дмитровский сельский район. 11 января 1965 года Юдинский с/с был возвращён в восстановленный Талдомский район.
20 декабря 1966 года из Великодворского с/с в Юдинский были переданы селения Арефьево, Бережок, Волдынь, Зятьково, Крияново, Новотроица и Платунино.
3 февраля 1994 года Юдинский с/с был преобразован в Юдинский сельский округ.
В ходе муниципальной реформы 2004—2005 годов Юдинский сельский округ прекратил своё существование как муниципальная единица. При этом все его населённые пункты были переданы в сельское поселение Темповое.
29 ноября 2006 года Юдинский сельский округ исключён из учётных данных административно-территориальных и территориальных единиц Московской области.